# Понсонби, Уильям (генерал)
Уильям Понсонби (англ. William Ponsonby; 13 октября 1772 — 18 июня 1815) — генерал-майор британской армии, герой битвы при Ватерлоо.

## Происхождение
Уильям Понсонби был вторым сыном Уильяма Понсонби, который в 1806 году стал бароном, и достопочтенной Луизы Молесворт, внуком политика Джона Понсонби и правнуком 3-го герцога Девонширского и 1-го графа Бессборо. Получив образование в Килкенни и Итоне, будущий генерал женился на достопочтенной Джорджиане ФицРой, младшей дочери Чарльза ФицРоя, 1-го барона Саутгемптона. 

## Политическая карьера
В 24 года Понсонби был избран в палату общин Ирландии, и заседал там с 1796 по 1798 год. В этот период он был депутатом от Бандонбриджа, затем, с 1798 по 1801 год, депутатом от Фетхарда, Типперари. В 1801 году отдельный парламент Ирландии был упразднён. Только в 1812 году Понсонби стал депутатом британской палаты общин, и занимал кресло депутата от Лондондерри вплоть до своей гибели. В 1815 году он был сделан рыцарем-командиром ордена Бани.

## Пиренейская война
В октябре 1811 года Понсонби во главе 5-го (гвардейского) полка драгун прибыл в Испанию на театр военных действий. Его полк стал частью знаменитой тяжелой кавалерийской бригады Джона Ле Маршана. С этого момента и до конца войны, бригада состояла из 5-го (гвардейского) полка драгун, и 3-го и 4-го драгунских полков. Понсонби принимал участие в знаменитой атаке Ле Маршана в битве при Саламанке в июле 1812 года. В этом сражении погиб генерал Ле Маршан, после чего Понсонби принял на себя командование бригадой, и во главе её участвовал в осаде Бургоса и битве при Витории (численность бригады на момент сражения составляла 1 200 человек). Во время перехода через Пиренеи во Францию герцог Веллингтон отправил основную часть своей конницы в арьергард. 25 января 1814 года Понсонби покинул свою бригаду, и в последних боях во Франции в 1814 году командование ею осуществлял лорд Чарльз Мэннерс.

## Битва при Ватерлоо
В битве при Ватерлоо Понсонби командовал Соединённой бригадой, которая называлась так потому, что в нее входили английский, шотландский и ирландский полки. Бригада состояла из 1-го Королевского и 6-го Иннискиллингских драгунских полков в первой линии и 2-го Королевского полка драгун (знаменитых Шотландских Серых) во второй.  В один из кульминационных моментов боя бригада своей атакой нанесла сильный урон французской пехоте из I корпуса генерала д'Эрлона. Однако, увлеченная первоначальным успехом, бригада не затормозила вовремя, и продолжила движение к французским позициям. В частности, Шотландские Серые, забыв о своей поддерживающей роли и игнорируя «отзыв», атаковали беспорядочные группы отступающих французских пехотинцев, и следом за ними достигли французских орудий на другой стороне долины. К этому времени лошади Шотландских Серых устали, и в этот момент французские уланы  нанесли  им быстрый ответный удар. Бригада понесла очень большие потери, отступила, и больше не участвовала в сражении.
Понсонби возглавлял атаку своей бригады. В момент контратаки французской конницы его лошадь запнулась в грязи и упала рядом с линиями противника, когда его солдаты уже отступали, после чего генерала окружили несколько французских улан. Осознавая его генеральское звание и ценность в качестве пленного, французы жестами предложили ему сдаться. Понсонби, однако, их не понял, и когда отряд солдат из его собственной бригады обнаружил его и поскакал на помощь, у французских уланов не осталось другого выбора, кроме как убить его. Это были уланы из 3-го и 4-го армейских уланских полков, прикрепленных к 1-му корпусу д'Эрлона, однако впоследствии возникла легенда, что генерал погиб в столкновении с прославленными Красными Уланами из  Императорской гвардии Наполеона. После смерти Понсонби командование Союзной бригадой перешло к подполковнику Артуру Клифтону, командиру 1-го полка королевских драгун.

## Память
Генерал-майор Уильям Понсонби был похоронен в крипте собора Святого Павла в Лондоне, где ему было воздвигнуто величественное мраморное надгробие, которое сохранилось до наших дней.
В советско-итальянском фильме Сергея Бондарчука «Ватерлоо» роль Понсонби исполнил Майкл Уайлдинг.